# سانت فلیو د یبرگات
سانت فلیو د یبرگات (به اسپانیایی: Sant Feliu de Llobregat) یک شهرستان در اسپانیا است که در استان بارسلون واقع شده‌است.

## خصوصیات
سانت فلیو د یبرگات ۱۱٫۷۹ کیلومترمربع مساحت و ۴۲٬۹۱۹ نفر جمعیت دارد و ۲۵ متر بالاتر از سطح دریا واقع شده‌است.